# Sœurs de la charité de l'Immaculée Conception
Ne doit pas être confondu avec Sœurs de la charité de l'Immaculée Conception d'Ivrée.
Les Sœurs de la charité de l'Immaculée Conception sont une congrégation religieuse féminine hospitalière et enseignante de droit pontifical faisant partie de la fédération des Sœurs de la charité. Elle est la première congrégation de langue anglaise fondée au Canada.

## Historique
En 1852, Thomas Louis Connolly, évêque du diocèse de Saint-Jean se rend chez les Sœurs de la charité de New York car il recherche des religieuses désirant prendre soin des orphelins. Honora Conway (1815-1892) accepte de le suivre ainsi que trois autres novices. Le 21 octobre 1854, Mgr Connolly leur donne les constitutions : la fondatrice ainsi que quatre compagnes commencent le nouvel institut à Saint-Jean sous le nom de Sœurs de la charité de Saint-Jean.
Initialement, les Sœurs ont pour but la prise en charge des orphelins ; en 1877, elles commencent à se consacrer à l'enseignement et en 1888 aux soins des personnes âgées. En 1924, elles ouvrent des écoles et des hôpitaux pour les Indiens Malécites et 1927 est la date de la première mission au Pérou.
L'institut reçoit le décret de louange le 19 mai 1914 avec le nom actuel car elles ont été fondées la même année que la proclamation du dogme de l’Immaculée Conception. Les constitutions sont définitivement approuvées par le Saint-Siège le 10 février 1937.

## Activités et diffusion
Les religieuses se consacrent à l'enseignement, aux soins des personnes âgées et des malades. 
Elles sont présentes au Canada, en Irlande et au Pérou.
La maison-mère est à Saint-Jean (Nouveau-Brunswick).
En 2017, la congrégation comptait 73 sœurs dans 6 maisons.